# برايان باي
برايان باي هو لاعب هوكي جليد كندي، ولد في 27 يونيو 1954 في برانتفورد في كندا.

## وصلات خارجية
- برايان باي على موقع EliteProspects.com (الإنجليزية)
- برايان باي على موقع HockeyDB.com (الإنجليزية)
- برايان باي على موقع Hockey-Reference.com (الإنجليزية)